# ألم سني طيراني
الألم السني الطيراني (أو البارودونتالجيا)، والمعروف أيضًا باسم ضغط الأسنان، هو عبارة عن ألم في الأسنان ناتج عن التغير في الضغط الجوي المحيط. عادة ما يتوقف الألم عند مستوى سطح الأرض. رض الأسنان المسبب بالضغط هو حالة تسبب فيها تغييرات الضغط الجوي أضرارًا في الأسنان.

## الوصف
الضحايا الأكثر شيوعًا هم الغواصون تحت الماء لأنه أثناء الغطس العميق يمكن أن تزيد الضغوط من خلال تعدد الأجواء، بالإضافة إلى الطيارين العسكريين بسبب تغيرات الضغط السريعة. في حالة الطيارين، قد يكون الألم السني الطيراني حادًا بما يكفي للتسبب في التوقف المبكر للرحلات الجوية.
تُستمد معظم البيانات المتاحة بشأن الألم السني الطيراني من غرف محاكاة الارتفاعات العالية وليس من الرحلات الفعلية. كان انتشار الألم السني الطيراني بين 0.7٪ و 2٪ في الأربعينيات، و 0.3٪ في الستينيات.
وبالمثل، أُبلغ عن حالات ألم سني طيراني في 0.3٪ في غرف محاكاة الارتفاعات العالية عند اللوفتفاته.
كان معدل الإصابة بالألم السني الطيراني نحو 1 حالة لكل 100 سنة طيران في سلاح الجو الإسرائيلي. خلال الحرب العالمية الثانية، لوحظت نوبة واحدة أو أكثر من ألم الأسنان المسبب بالضغط في نحو عشر أطقم طائرات أمريكية. في دراسة حديثة، أبلغ 8.2٪ من 331 طقم سلاح جو إسرائيلي عن حالة واحدة من الألم السني الطيراني.
الألم السني الطيراني هو أحد أعراض أمراض الأسنان، كالأكياس الالتهابية في الفك السفلي. في الواقع، أُبلغ عن معظم الأمراض الشائعة عن طريق الفم كمصادر محتملة للألم المسبب بالضغط: تسوس الأسنان، وترميمات الأسنان المعيبة، والتهابات اللب، وتنخر اللب، والتهاب اللثة الذروي، والجيوب اللثوية، والأسنان المنطمرة، والأكياس المخاطية المتبقية. استثناء واحد هو الألم الضغطي الذي يتجلى على أنه ألم مرجعي من الرضح الضغطي أو التهاب الأذن الوسطى الضغطي. ينشأ الشرطان الأخيران من تغيرات الضغط بدلًا من الاحتداد المسبب بالضغط المرتبط بالظروف الموجودة مسبقًا. كشف التحليل التلوي للدراسات التي أجريت بين 2001 و2010 عن معدل 5 حالات/1000 سنة طيران. تأثرت أسنان الفك العلوي بالتساوي مع أسنان الفك السفلي أثناء الطيران، ولكن في الغوص، تأثرت أسنان الفك العلوي أكثر من أسنان الفك السفلي، الأمر الذي قد يشير إلى دور أكبر لأمراض الجيوب الأنفية الفكية أثناء الغوص. ومن المثير للدهشة أنه على الرغم من وجود الضغط في المقصورة، فإن معدل حدوث الألم السني الطيراني الحالي أثناء الطيران مماثل لما كان عليه الوضع في النصف الأول من القرن العشرين. أيضًا، على الرغم من التذبذب الأكبر في ضغوط الغواصين، فإن معدل حدوث الألم السني الطيراني بين أطقم الطائرات مشابه للحالات المقاسة بين الغواصين. علاوة على ذلك -خلافًا للاعتقاد السائد- وعلى النقيض من ظروف الغوص  فإن دور الرضح الضغطي الوجهي في سبب الألم أثناء الرحلات هو طفيف (نحو عشر الحالات فقط).

## التصنيف
يصف الاتحاد الدولي لطب الأسنان 4 فئات من ألم الأسنان. بناء على العلامات والأعراض. وتوفر أيضًا توصيات محددة وقيمة للتدخل العلاجي.

## الرضح الضغطي
في بعض الأحيان، يؤدي الضغط إلى تدمير الأسنان (بدلًا من مجرد التسبب في الألم). عندما يرتفع أو ينخفض الضغط الخارجي ولا يمكن للهواء المحاصر داخل الفراغ أن يتوسع أو يتقلص من أجل موازنة الضغط الخارجي، يمكن أن يؤدي فرق الضغط على الهيكل الصلب للسن أحيانًا إلى إجهادات كافية لكسر السن أو اقتلاع الحشوات. عادة ما يُشاهد هذا عند الغواصين تحت الماء أو الطيارين الذين يعانون من تغيرات الضغط في سياق نشاطهم. تحديد الألم أثناء تغيير الضغط هو مؤشر تشخيصي للطبيب. يشتمل العلاج على إزالة الفراغ عن طريق استبدال الترميمات الشئذة بعناية، وتكرار العلاج اللبي أو قلع السن.